# アイドルマスター ツアーズ
『アイドルマスター ツアーズ』（THE IDOLM@STER TOURS）は、バンダイナムコエクスペリエンスより2025年3月26日に稼働を開始したアーケード用ライブプロデュースゲーム。略称は『ツアマス』。アイドルマスターシリーズのアーケードゲームとしては前作『THE IDOLM@STER』のネットワークサービス終了から約14年ぶりの新作となる。

## 概要
バンダイナムコアミューズメントは、2023年2月10日・11日に開催された「ジャパンアミューズメントエキスポ2023・バンダイナムコアミューズメントブース」にて、このアーケードゲームを発表した。2023年夏からはロケテストも順次実施した。
2024年11月16日に開催された「アミューズメント エキスポ 2024 『アイドルマスター TOURS』スペシャルステージイベント」にて2025年春に稼働決定を発表。また、アイドルたちのサポート役であるツアースタッフ・袖屋瑠空や初期実装されるアイドル・楽曲の情報も公開されたほか、2024年5月にリリースされた『学園アイドルマスター』のアイドルも稼働後にアップデートで実装されることが発表された。

## 特徴

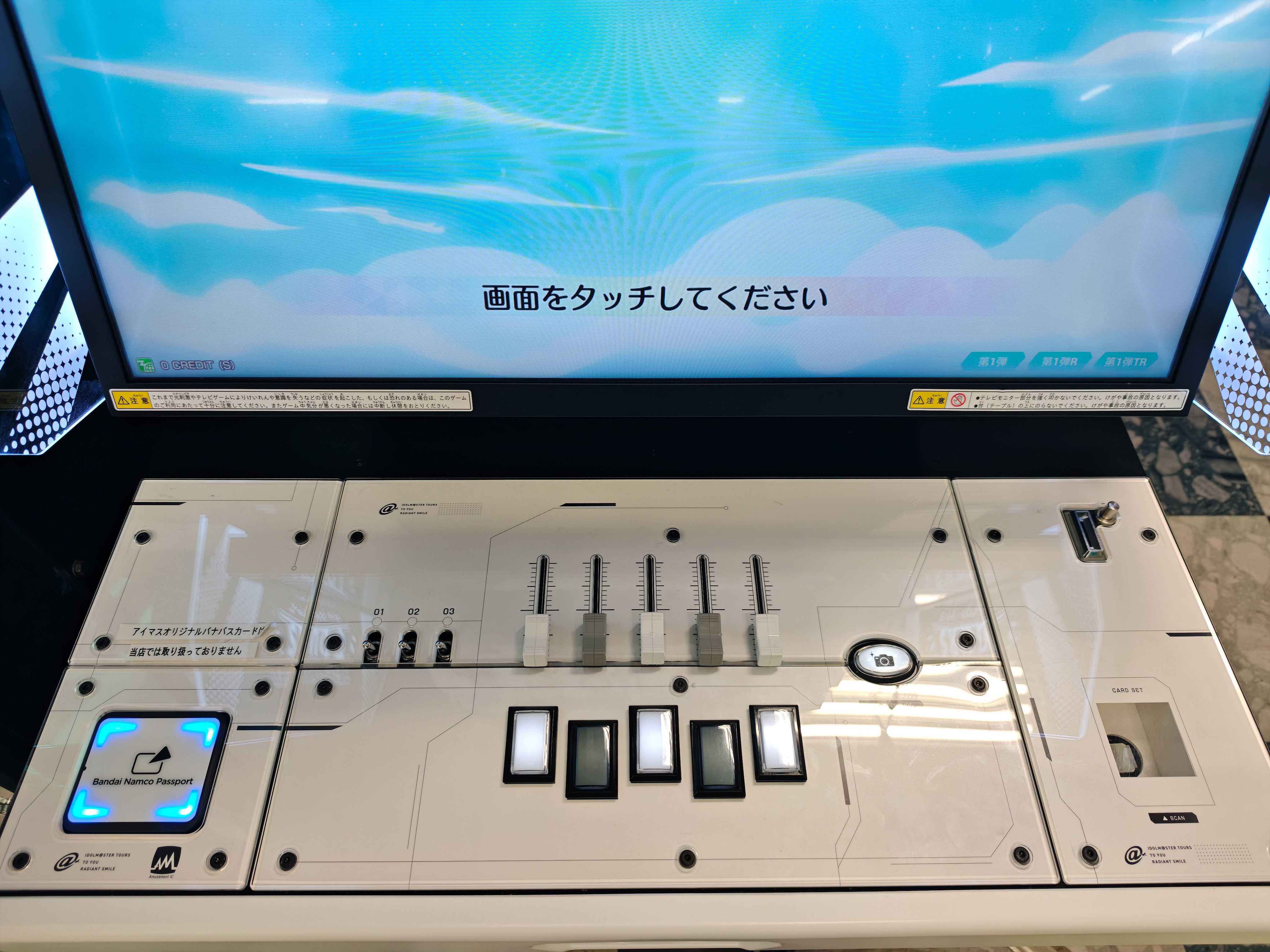
操作デバイス

このアーケードゲームは、「自分だけの“特別なライブ”をプロデュースする」をコンセプトとして、プロデューサーとなったプレイヤーはアイドルの衣装や楽曲、ステージを選択し、ライブ中にも楽曲に合わせリアルタイムでライブを演出させ、プロデュースしていくものである。タイトルの「TOURS」は「TO YOU RADIANT SMILE」の頭文字から取られている。
『アイドルマスター』（765PRO ALLSTARS）をはじめ、『シンデレラガールズ』『ミリオンライブ！』『SideM』『シャイニーカラーズ』の5ブランドが集結し、プロデューサーとして全国を巡るライブツアーを成功させるためのアイドルたちとの新しいステージを創っていく。
アーケードゲームであることから、ステージ演出に特化した専用の入力機構があり、リアルタイムにライブを行うことが可能。また、アイドルの描き起こしカードが排出され、収集したカードを使用することで衣装やアクセサリー、演出を好みにカスタマイズすることも可能。

## 登場人物
本項では初期実装キャラクターは公式サイトでの並び順に表記し、追加キャラに関しては追加順に表記する。
| 名前       | 読み            | 声優       | 出典                                | 実装日                     |
| ---------- | --------------- | ---------- | ----------------------------------- | -------------------------- |
| 天海春香   | あまみ はるか   | 中村繪里子 | アイドルマスター                    | 2025年3月26日 （初期実装） |
| 如月千早   | きさらぎ ちはや | 今井麻美   | アイドルマスター                    | 2025年3月26日 （初期実装） |
| 星井美希   | ほしい みき     | 長谷川明子 | アイドルマスター                    | 2025年3月26日 （初期実装） |
| 島村卯月   | しまむら うづき | 大橋彩香   | アイドルマスター シンデレラガールズ | 2025年3月26日 （初期実装） |
| 渋谷凛     | しぶや りん     | 福原綾香   | アイドルマスター シンデレラガールズ | 2025年3月26日 （初期実装） |
| 本田未央   | ほんだ みお     | 原紗友里   | アイドルマスター シンデレラガールズ | 2025年3月26日 （初期実装） |
| 春日未来   | かすが みらい   | 山崎はるか | アイドルマスター ミリオンライブ!    | 2025年3月26日 （初期実装） |
| 最上静香   | もがみ しずか   | 田所あずさ | アイドルマスター ミリオンライブ!    | 2025年3月26日 （初期実装） |
| 伊吹翼     | いぶき つばさ   | Machico    | アイドルマスター ミリオンライブ!    | 2025年3月26日 （初期実装） |
| 天道輝     | てんどう てる   | 仲村宗悟   | アイドルマスター SideM              | 2025年3月26日 （初期実装） |
| 桜庭薫     | さくらば かおる | 内田雄馬   | アイドルマスター SideM              | 2025年3月26日 （初期実装） |
| 柏木翼     | かしわぎ つばさ | 八代拓     | アイドルマスター SideM              | 2025年3月26日 （初期実装） |
| 櫻木真乃   | さくらぎ まの   | 関根瞳     | アイドルマスター シャイニーカラーズ | 2025年3月26日 （初期実装） |
| 風野灯織   | かざの ひおり   | 近藤玲奈   | アイドルマスター シャイニーカラーズ | 2025年3月26日 （初期実装） |
| 八宮めぐる | はちみや めぐる | 峯田茉優   | アイドルマスター シャイニーカラーズ | 2025年3月26日 （初期実装） |
| 花海咲季   | はなみ さき     | 長月あおい | 学園アイドルマスター                | 2025年8月6日               |
| 月村手毬   | つきむら てまり | 小鹿なお   | 学園アイドルマスター                | 2025年8月6日               |
| 藤田ことね | ふじた ことね   | 飯田ヒカル | 学園アイドルマスター                | 2025年8月6日               |

### その他
プロデューサー
プレイヤーの分身となるキャラクター。
袖屋 瑠空（そでや りく）
声 - 千春
年齢：25歳 / 誕生日：9月13日 / 血液型：AB型 / 出身地：静岡県
アイドルたちをサポートするツアースタッフ。趣味は推し活、ライブ鑑賞。